# Aegopsis bolboceridus
Aegopsis bolboceridus är en skalbaggsart som beskrevs av Thomson 1860. Aegopsis bolboceridus ingår i släktet Aegopsis och familjen Dynastidae. Inga underarter finns listade i Catalogue of Life.